# Садовский, Семён Леонидович
Семён Леонидович Садовский (14 сентября 1894 года,  Москва,  Российская империя  — 1974 год, Москва, СССР) —  советский военный деятель, полковник (1940).

## Биография
Родился в 14 сентября 1894 году в Москве. Русский.
До службы в армии  работал продавцом в магазине фирмы «Скороход» в Москве.

### Военная служба

#### Первая мировая война
В феврале 1915 года  был призван на военную службу в РИА и зачислен в 30-й запасной пехотный батальон в городе Харьков. В том же году, окончив учебную команду, проходил службу ефрейтором и унтер-офицером на должности  командира отделения. В декабре 1916 года с маршевой ротой убыл на Юго-Западный фронт, где воевал взводным унтер-офицером в 5-м Финляндском полку, дослужился до старшего унтер-офицера. За боевые отличия был награждён Георгиевским крестом.  После ранения и лечения в госпитале в августе 1917 года убыл в отпуск и в часть не вернулся. Во время Октябрьской революции жил в Москве и работал продавцом в магазине фирмы «Скороход».

#### Гражданская война
В августе 1918 года был призван в РККА и направлен во 2-ю Московскую караульную роту по охране Симоновских огнескладов на должность инструктора военного обучения. С ноября был помощником начальника службы связи 26-го лёгкого артиллерийского дивизиона при Пресненском военкомате. В апреле 1919 года дивизион вошёл в состав Московской артиллерийской бригады, а Садовский был зачислен курсантом на курсы инструкторов спорта и допризывной подготовки всевобуча МВО. По их окончании в октябре направлен старшим инструктором спорта и допризывной подготовки Камышловского отдела всевобуча Приуральского ВО. С мая 1920 года занимал должности инструктора и инспектора спорта и допризывной подготовки 3-го батальонного и Екатеринбургского полкового округа УрВО, председателя спортцентра в городе Екатеринбург.

#### Межвоенный период
С ноября 1922 года — инструктор всеобуча Верхотуринского военкомата. В январе 1924 года Садовский направлен на учёбу в Высшую педагогическую школу физического образования в Петрограде. В том же месяце при этой школе выдержал экстерном экзамен за нормальную военную школу. По завершении обучения в октябре того же года был назначен инструктором-организатором 3-го разряда Свердловского окружного военкомата Уральской области. В сентябре 1925 года переведен в штаб 57-й стрелковой дивизии в город Свердловск, где исполнял должность инструктора вневойсковой подготовки. С ноября 1930 по июнь 1931 года проходил подготовку на курсах «Выстрел», затем был назначен командиром батальона 169-го стрелкового полка этой же дивизии в городе Пермь. В марте 1934 года вместе с ней убыл в состав Забайкальской группы войск ОКДВА, где по прибытии был назначен помощником командира по материальному обеспечению 171-го стрелкового полка. В октябре 1937 года майор  Садовский назначен командиром 170-го стрелкового полка в городе Сретенск. В июле 1939 года переведен старшим преподавателем тактики Омского пехотного училища им. М. В. Фрунзе, с декабря — руководитель тактики училища. С марта 1941 года — руководитель тактики Казанского пехотного училища, с мая — начальник тактического цикла Казанского танкового училища.

#### Великая Отечественная война
С началом  войны полковник  Садовский в июле 1941 года принял командование 19-й запасной стрелковой бригадой в городе Саратов. 25 декабря был допущен к исполнению должности командира 42-й стрелковой дивизии в городе Вольск. 17 февраля 1942 года убыл с ней на фронт. Вначале дивизия входила в 24-ю резервную армию, затем была подчинена 49-й армии Западного фронта и вела бои западнее и юго-западнее Юхнова. 10 июля 1942 года  Садовский был освобожден от должности и назначен заместителем командира 217-й стрелковой дивизии, которая занимала оборону на рубеже реки Угра. В августе дивизия была передана 16-й армии и вела бои по ликвидации вклинения противника южнее Сухиничи, в сентябре перешла к обороне на реке Жиздра. В ноябре  Садовский направлен на учёбу в Высшую военную академию им. К. Е. Ворошилова. По её окончании в мае 1943 года назначен старшим преподавателем кафедры общей тактики Военной академии РККА им. М. В. Фрунзе. В июле 1944 года с группой слушателей выезжал на боевую стажировку на Карельский фронт.

#### Послевоенное время
После войны продолжал служить в Военной академии им. М. В. Фрунзе, занимая должности старшего тактического руководителя курса, заместителя начальника курса по учебной работе 5-го факультета, старшего тактического руководителя кафедры общей тактики, начальника курса факультета по подготовке офицеров иностранных армий.
28 ноября 1953 года полковник  Садовский уволен в отставку.

## Награды
СССР
- орден Ленина (21.02.1945)[3]
- два ордена Красного Знамени (03.11.1944[3], 20.06.1949[3])
- орден Отечественной войны I степени (07.12.1943)[4]
  -     - медали в т.ч.:

  - «XX лет Рабоче-Крестьянской Красной Армии» (1938)
  - «За Победу над Германией в Великой Отечественной войне 1941—1945 гг.» (10.08.1945)[5]

Российской Империи
- Георгиевский крест 4-й степени[6]